# Републикански път III-8003
Републикански път IIІ-8003 е третокласен път, част от Републиканската пътна мрежа на България, преминаващ изцяло по територията на Пазарджишка област. Дължината му е 37,2 km.
Пътят се отклонява наляво при 199,3 km на Републикански път I-8 южно от село Мало Конаре, минава през центъра на селото и се насочва на север през западната част на Горнотракийската низина. Минава през селата Пищигово, Черногорово и Овчеполци, след което постепенно навлиза в южните хълмисти части на Същинска Средна гора. Тук последователно преминава през селата Блатница, Смилец и Дюлево и югоизточно от град Стрелча се свързва с Републикански път III-606 при неговия 36,3 km.
| Пътища, отклоняващи се надясно (населено място, № на пътя, посока на пътя) | km   | Пътища, отклоняващи се наляво (посока на пътя, № на пътя, населено място) |
| -------------------------------------------------------------------------- | ---- | ------------------------------------------------------------------------- |
| Община Пазарджик, I-8, 199,3 km ←                                          | 0,0  | ← 199,3 km, I-8, Община Пазарджик                                         |
| с. Мало Конаре                                                             | 1,6  | с. Мало Конаре                                                            |
|                                                                            | 6,0  | ← 9,8 km, III-3703 (от гр. Пазарджик)                                     |
| (от с. Любен), III-6062, 23,1 km, с. Пищигово →                            | 7,9  | с. Пищигово                                                               |
| (за с. Тополи дол) общински път, с. Черногорово ←                          | 10,9 | с. Черногорово                                                            |
| с. Черногорово                                                             | 11,1 | → с. Черногорово, общински път (за с. Ивайло)                             |
|                                                                            | 13,3 | → общински път (за с. Росен)                                              |
| (за с. Тополи дол) общински път ←                                          | 17,6 |                                                                           |
| с. Овчеполци                                                               | 18,5 | с. Овчеполци                                                              |
|                                                                            | 20,2 | → общински път (за с. Цар Асен)                                           |
| Община Стрелча                                                             | 22   | Община Стрелча                                                            |
| с. Блатница                                                                | 23,2 | с. Блатница                                                               |
| с. Смилец                                                                  | 27,5 | → с. Смилец, общински път (за с. Свобода)                                 |
| с. Дюлево                                                                  | 32,9 | с. Дюлево                                                                 |
| (до 47,6 km на II-64) III-606, 36,3 km ←                                   | 37,2 | ← 36,3 km, III-606 (от 222,7 km на I-6)                                   |